# رمزي نجم
بيدرو رمزي نجم (مواليد 1 أبريل 1988) هو مُقاتل فنون قتالية مختلطة أمريكي.

## وصلات خارجية
- رمزي نجم على موقع شيردوغ (الإنجليزية)
- رمزي نجم على موقع Tapology.com (الإنجليزية)
- رمزي نجم على موقع IMDb (الإنجليزية)